# Rob Coombes
Robert Coombes (Oxford, Inglaterra, 27 de abril de 1972) es un músico inglés miembro de la banda Supergrass, donde es teclista.

## Biografía
Es el hermano mayor de Gaz Coombes y el miembro más reciente de Supergrass. Se unió a la banda oficialmente en el año 2002, sin embargo, antes de esto, ayudó a escribir algunas canciones y tocaba con Supergrass en las giras, donde él era el teclista desde el principio.